# Discografia Angelei Moldovan
Discografia Angelei Moldovan cuprinde discuri de gramofon, viniluri, benzi de magnetofon, CD-uri, ce prezintă înregistrări realizate la casa de discuri Electrecord și la Radiodifuziunea Română. 

## Discuri Electrecord
| An   | Număr de catalog                                                                                   | Format                     | Piese | Acompaniament |
| 1956 | EPA 2081                                                                                           | shellac, 25 cm, 78 RPM     | La oglindă | Orchestra „Înfrățirea”, dirijor Ilie Tetrade |
| 1956 | EPA 2268                                                                                           | shellac, 25 cm, 78 RPM     | Mărioară de la munte Nu-i bai | Orchestra „Înfrățirea”, dirijor Ilie Tetrade |
| 1957 | EPA 2373                                                                                           | shellac, 25 cm, 78 RPM     | Doină ciobănească din Năsăud Pârâuț de lângă moară | Orchestra „Electrecord”, dirijor Ionel Budișteanu |
| 1957 | EPA 2374                                                                                           | shellac, 25 cm, 78 RPM     | Foaie verde și-un dudău (Harnic e bărbatu' meu) | Orchestra „Electrecord”, dirijor Ionel Budișteanu |
| 1957 | EPA 2447                                                                                           | shellac, 25 cm, 78 RPM     | Pe Mureș și pe Târnave Învârtită de pe Târnave | orchestra Victor Predescu |
| 1957 | EPA 2559                                                                                           | shellac, 25 cm, 78 RPM     | Și-aș bea apă (din cofiță) | Orchestra „Electrecord”, dirijor Ionel Budișteanu |
| 1958 | EPA 2582                                                                                           | shellac, 25 cm, 78 RPM     | Am un bade tinerel | Orchestra „Electrecord”, dirijor Ionel Budișteanu |
| 1959 | EPA 2651                                                                                           | shellac, 25 cm, 78 RPM     | Foaie verde trei migdale (Mai tovarăș, frățioare) Am gătat de secerat | Orchestra „Electrecord”, dirijor Ionel Budișteanu |
| 1960 | EPA 2873                                                                                           | shellac, 25 cm, 78 RPM     | Ia mai zi! | Orchestra Ans. „Ciocârlia”, dirijor Victor Predescu |
| 1960 | EPA 2874                                                                                           | shellac, 25 cm, 78 RPM     | Mă găteam de nuntă Ionel sprâncene înalte | Orchestra „Electrecord”, dirijor Ionel Budișteanu |
| 1960 | EPC 205                                                                                            | vinil, 17 cm, 33 RPM       | 2. Am gătat de secerat (folclor nou) | Orchestra „Electrecord”, dirijor Ionel Budișteanu |
| 1960 | EPC 219                                                                                            | vinil, 17 cm, 33 RPM       | 3. Ia mai zi! (folclor nou) (muzica Emil Gavriș, text H. Negrin) | Orch. Ans. „Ciocârlia”, dirijor Victor Predescu |
| 1962 | EPA 3199                                                                                           | shellac, 25 cm, 78 RPM     | Am un bade tinerel Cimpoiul la nuntă | orchestra Nicu Stănescu |
| 1962 | EPA 3200                                                                                           | shellac, 25 cm, 78 RPM     | Mi-am făcut bundiță nouă Asta e Moldova mea | orchestra Nicu Stănescu |
| 1962 | EPC 293                                                                                            | vinil, 17 cm, 33 ⅓ RPM     | 3. Nu-i niciodată prea târziu 4. De-ai ști ce este dorul \| | |
| 1962 | EPC 304                                                                                            | vinil, 17 cm, 33 RPM       | 1. Am un bade tinerel 2. Cimpoiul la nuntă 3. Mi-am făcut bundiță nouă 4. Asta e Moldova mea (folclor nou) | orchestra Nicu Stănescu |
| 1962 | EPC 307 Romanțe pe versuri de poeți clasici                                                        | vinil, 17 cm, 33 RPM       | 1. Steluța 2. Mai am un singur dor 3. Pe lângă boi | orchestra Ionel Budișteanu (1, 3), orchestra Nicu Stănescu (2) |
| 1962 | 45-EPC 333                                                                                         | vinil, 17 cm, 45 RPM       | 2. Mi-e tare dor de satul meu (c. Angela Moldovan, t. Mircea Block) | orchestra Victor Predescu |
| 1963 | EPE 0109 Muzică populară românească                                                                | vinil, LP, 30 cm, 33 ⅓ RPM | 1. La oglindă 5. Am un bade tinerel 8. Asta e Moldova mea (folclor nou) 12. Mi-am făcut bundiță nouă 13. Cimpoiul la nuntă 16. Ia mai zi (folclor nou) (c. Emil Gavriș, t. H. Negrin) | orchestra Nicu Stănescu (1-13), Orch. Ans. „Ciocârlia”, dir. Victor Predescu (16) |
| 1963 | EPA 3256                                                                                           | shellac, 25 cm, 78 RPM     | Unde-i badea, bădișor Cine fluieră prin luncă | orchestra Nicu Stănescu |
| 1963 | EPA 3257                                                                                           | shellac, 25 cm, 78 RPM     | Cine stă posomorâtă Mărioară lelișoară | orchestra Nicu Stănescu |
| 1963 | EPC 379                                                                                            | vinil, 17 cm, 33 RPM       | 1. Cine stă posomorâtă 2. Unde-i badea, bădișor 3. Mărioară lelișoară 4. Cine fluieră prin luncă | orchestra Nicu Stănescu |
| 1963 | EPA 3305                                                                                           | shellac, 25 cm, 78 RPM     | 1. Trec pe drum, lumea mă-ntreabă (Aranjament : Viorel Doboș; Text : Vlaicu Birna) 2. Bădiță, ceru-i plin de stele (Muzică și text : D. Vasilescu-Liman) | O.M.P.R., dirijor Victor Predescu (1), orchestra Nicu Stănescu (2) |
| 1964 | EPC 520                                                                                            | vinil, 17 cm, 33 RPM       | 1. Fata neichii 2. Ia mai zi din fluieraș 3. Mi-a spus badea pe cărare 4. Drag mi-e cântecul și jocul | orchestra Nicu Stănescu versuri de Mircea Block |
| 1965 | EPC 588                                                                                            | vinil, 17 cm, 33 RPM       | 3. Iubesc cum n-am iubit vreodată | Orchestra de Estradă Radio, dirijor Sile Dinicu |
| 1967 | EPD 1145                                                                                           | vinil, LP, 25 cm, 33 RPM   | 1. Mi-a zis mama să mă uit 2. Îmi iau ziua bună 3. La cules de vii (Merge satul la cules) 4. I-o zis mama lui taica 5. Spune-mi mamă ce să fac 6. Sârba din Deleni (Hârlău) 7. Dorul mă cată pe-acasă 8. Drag mi-a fost să cânt de mică | orchestra Victor Predescu |
| 1969 | EPE 0471 / ST-EPE 0472 transf. în STM-EPE 0879 The Romanian Folklore Ensemble «Ciocîrlia», Vol. II | vinil, LP, 30 cm, 33 RPM   | 14. Ia-mi, tăicuță, papucei | Orchestra Ans. „Ciocârlia”, dirijor Tudor Pană |
| 1970 | 45-EPC 10.129 Romanțe de Margareta Xenopol                                                         | vinil, 17 cm, 33 RPM       | 1. Romanța inimii 2. Nocturna 3. Să uiți romanța 4. Romanța toamnei | orchestra Jean Lucaci |
| 1979 | EPE 01446                                                                                          | vinil, LP, 30 cm, 33 RPM   | 2. O lacrimă (G. Mihăiță / O. Goga) | O.M.P.R., dirijor Radu Voinescu |
| 1989 | ST-EPE 03714 Mi-e tare dor                                                                         | vinil, LP, 30 cm, 33 RPM   | 1. Mi-e tare dor 2. Pe lângă boi 3. Dac-ai ști ce este dorul 4. O romanță de iubire 5. Mai am un singur dor 6. Iubesc cum n-am iubit vreodată 7. O lacrimă 8. Steluța 9. Nu-i niciodată prea târziu | orchestra Ionel Budișteanu (2, 8), orchestraNicu Stănescu (5), O.M.P.R., dirijori : Victor Predescu (3, 9), Radu Voinescu (7), Orch. de Estradă Radio, dirijor Sile Dinicu (6) |
| 1996 | RO 3028 Mi-am făcut bundiță nouă                                                                   | casetă audio               | 1. Mi-am făcut bundiță nouă 2. Frunză verde pănușică (Mi-o zis mama să mă uit) 3. Ionel sprâncene-nalte 4. Mi-am pus dorul pe cântar 5. Mă găteam seara de nuntă 6. Cărăruie pe sub brazi 7. Ia-mi tăicuță, papuceii 8. Mi-e tare dor (Angela Moldovan/ Mircea Block) 9. Îmi iau ziua bună 10. Hai să-ntindem hora mare 11. Fata neichii 12. Cine sta posomorâtă 13. La oglindă (popular / G. Coșbuc) 14. Însoară-te, bade, cu mine 15. De n-ar fi pe lume dor 16. Cimpoiul la nuntă 17. Mi-a spus badea pe cărare 18. Ia mai zi din fluieraș 19. Dorul mă caută pe-acasă 20. Am un bade tinerel | |
| 2006 | STC 001558 Mi-am făcut bundiță nouă                                                                | casetă audio               | 1. Cine sta posomorâtă 2. Fata neichii 3. Asta-i sârba mărunțică 4. Mai am un singur dor (G. Șorban / M. Eminescu) 5. Mi-am făcut bundiță nouă 6. Cimpoiul la nuntă 7. Pe lângă boi (V. Vasilescu / G. Coșbuc) 8. La oglindă (popular / G. Coșbuc) 9. Drag mi-a fost sa cânt de mică 10. Dac-ai ști ce este dorul (I. Lupescu / M. Block) 11. Romanța inimii (M. Xenopol / I. Minulescu) 12. I-o zis mama lui taica 13. Dorul mă caută pe-acasă 14. Steluța (D. G. Florescu / V. Alecsandri) 15. Spune-mi, mamă, ce sa fac 16. Mi-a spus badea pe cărare 17. Iubesc cum n-am iubit vreodată (M. Xenopol / A. Pascali) 18. Harnic e bărbatul meu 19. Nu-i niciodată prea târziu (I. Lupescu / M. Block) | orchestra Nicu Stănescu (1, 2, 4, 6, 16), orchestra Ionel Budișteanu (7, 8, 14), orchestra Victor Predescu (3, 9, 12, 13, 15), orchestra Jean Lucaci (10), Orchestra „Electrecord”, dirijor Ionel Budișteanu (5, 18) Orch. de Estradă Radio, dirijor Sile Dinicu (17), O.M.P.R., dirijori : Victor Predescu (10, 19),                                                                              |
| 2006 | EDC 650 Mi-am făcut bundiță nouă                                                                   | compact disc               | 1. Cine sta posomorâtă 2. Fata neichii 3. Asta-i sârba mărunțică 4. Mai am un singur dor (G. Șorban / M. Eminescu) 5. Mi-am făcut bundiță nouă 6. Cimpoiul la nuntă 7. Pe lângă boi (V. Vasilescu / G. Coșbuc) 8. La oglindă (popular / G. Coșbuc) 9. Drag mi-a fost sa cânt de mică 10. Romanța inimii (M. Xenopol / I. Minulescu) 11. Harnic e bărbatul meu 12. Dorul mă caută pe-acasă 13. Steluța (D. G. Florescu / V. Alecsandri) 14. Spune-mi, mamă, ce sa fac 15. Mi-a spus badea pe cărare 16. Iubesc cum n-am iubit vreodată (M. Xenopol / A. Pascali) 17. I-o zis mama lui taica 18. Însoară-te, bade, cu mine 19. Nu-i niciodată prea târziu (I. Lupescu / M. Block) 20. Ia-mi tăicuță, papuceii 21. O lacrimă (G. Mihăiță / O. Goga) 22. Când eram copil de-un an 23. Dac-ai ști ce este dorul (I. Lupescu / M. Block) | orchestra Nicu Stănescu (1, 2, 4, 6, 15), orchestra Ionel Budișteanu (7, 8, 13), orchestra Victor Predescu (3, 9, 12, 14, 17), orchestra Jean Lucaci (10), Orchestra „Electrecord”, dirijor Ionel Budișteanu (5,11) Orch. de Estradă Radio, dirijor Sile Dinicu (16), Orch. Ans. „Ciocârlia”, dir. Victor Predescu (20), O.M.P.R., dirijori : Victor Predescu (19, 23), Radu Voinescu (18, 21, 22) |